# Ypthima inocellata
Ypthima inocellata är en fjärilsart som beskrevs av Embrik Strand 1909. Ypthima inocellata ingår i släktet Ypthima och familjen praktfjärilar. Inga underarter finns listade i Catalogue of Life.